# Roberto Mouzo
Roberto Mouzo (Avellaneda, 8 de janeiro de 1953) é um ex-futebolista argentino.
O zagueiro Mouzo é o jogador que mais atuou pelo Boca Juniors. Foram 426 partidas no total, 396 das quais oficiais, em sua estadia de treze anos como jogador xeneize. Ganhou seis títulos: as duas primeiras Libertadores do Boca, em um bi em 1977 e 1978; a primeira Intercontinental do clube, de 1977; os dois campeonatos argentinos de 1976 (nacional e metropolitano) e o metropolitano de 1981.

## Títulos
- Campeonato Metropolitano: 1976, 1981
- Campeonato Nacional: 1976
- Libertadores da América: 1977, 1978
- Copa Intercontinental: 1977